# 月朦胧鸟朦胧
《月朦胧鸟朦胧》是台湾言情小说家琼瑶的一部作品，于1976年9月26日凌晨初稿完稿，1976年10月1日晚一度修正，1976年10月21日再度修正。后被改编成电影、电视剧。

## 故事情节
刘灵珊是一名幼儿园老师，一个叫邵卓生的男生对灵珊颇为倾慕，在她身边默默守候了好几年，无奈灵珊对他一直没有男女之情。一个午后，灵珊偶然认识了蛮横无理的小女孩韦楚楚，从此楚楚跟她那脾气古怪的父亲韦鹏飞，一起走进了灵珊的生命。当刘知道韦因赴美深造及遭妻子遗弃，家中无人照顾小孩，因而整天酗酒等情况以后，对韦父女引起同情。
不久刘灵珊放弃了追求她三年的邵卓生，与韦鹏飞坠入爱河，虽遭父母及姐灵珍的反对，仍坚持她自己的选择。无意间，灵珊发现一本《爱桐杂记》，也发现了深藏鹏飞心中一角的秘密。原来鹏飞对妻子的爱恋是那么深刻，不禁让灵珊嫉妒起来。刘灵珊、裴欣桐这两位关系微妙的女子，意外相遇在圣诞之夜。面对似曾相识的裴欣桐，灵珊第一次发现自己跟韦的恋情不象意料中那么简单。原来，欣桐为了追求自己的幸福，脱离丈夫后就与一著名鼓手陆超相混，改名裴裴，以歌舞为业。此后，裴欣桐也知悉了刘灵珊与韦鹏飞情况，并获知楚楚就在灵珊执教学校就读，要求灵珊带楚楚到咖啡馆一见。与此同时，邵卓生不可救药地迷上了裴欣桐。本来对灵珊十分依赖的楚楚，自从知道灵珊有一天会成为自己的后妈，就对她戒心倍增，甚至对灵珊百般刁难。面对这座难以融化的小冰山，灵珊跟韦鹏飞的感情再次陷入了低谷。裴欣桐因无法承受鼓手的背叛，竟产生了轻生的念头。
无论邵卓生和灵珊怎么劝都唤不回裴欣桐生存的意志。面对孤独无依的裴欣桐，善良的灵珊义无反顾把韦鹏飞父女带到了医院。看着他们一家三口在病床边抱头痛哭，灵珊和邵卓生一起默默离开了医院。灵珊想着只有自己退出才能成全韦跟裴，于是留下信去了阿里山。以为自己做得很潇酒，来到阿里山，才发现自己对韦不是说放弃就能放弃的。正当她痛哭流涕时，心急如焚的韦鹏飞找到了她，告诉她，裴欣桐已经脱离了危险，并要兑现上辈子许下的承诺——嫁给邵卓生。而灵珊也和鹏飞重归于好，小冰山也已经接受了她。

## 电影
《月朦胧鸟朦胧》的电影版由巨星電影事業（香港）股份有限公司出品，于1978年在台湾上映，由陈耀圻执导，琼瑶监制，林青霞、秦祥林主演。

### 演员列表
| 角色   | 演員   |
| 刘灵珊 | 林青霞 |
| 韦鹏飞 | 秦祥林 |
| 裴欣桐 | 谢玲玲 |
| 陆超   | 马永霖 |
| 韦楚楚 | 赖宜君 |

### 职员列表[3]
| - 导演：陈耀圻 - 编剧：乔野 - 监制：琼瑶 - 制片：董今舒 - 出品人：平鑫涛、盛竹如 - 原著：琼瑶 - 策划：刘立立、黄勇 - 副导演：何鑫 - 副导演助理：邱铭诚 - 摄影指导：林文锦 - 摄影：廖本榕 - 音乐作曲：左宏元 - 作词：琼瑶 - 主唱：凤飞飞 - 配乐：黄茂山 | - 美术设计：吴璧人、张柱国 - 灯光：王国明 - 剪辑：陈洪民 - 服装：刘阿密 - 化妆：周玲完 - 梳妆：宋增仁 - 道具：苏耀堂 - 场记：蔡明辉 - 场务：陈戍坤 - 剧照：谢震干 - 剧务：刘国乡 - 配音：王荣芳 - 效果：王世立 - 插曲发行：歌林唱片公司 |

### 外部連結
- 開眼電影網上《月朦胧鸟朦胧》的資料（繁體中文）
- 香港影庫上《月朦胧鸟朦胧》的資料（繁體中文）
- 时光网上《月朦胧鸟朦胧》的資料（简体中文）
- 豆瓣电影上《月朦胧鸟朦胧》的資料 （简体中文）
- 互联网电影数据库（IMDb）上《月朦胧鸟朦胧》的资料（英文）
- 中文電影資料庫 - 月朦朧鳥朦朧 (1978) （页面存档备份，存于）

## 电视剧
1986年，中国大陆导演史蜀君拍摄了6集电视剧《月朦胧鸟朦胧》，由赵艳红、宋佳、陈剑飞主演，闽西电视制作中心录制，于1987年正式播出。

### 演员列表
| 角色   | 演員   |
| 刘灵珊 | 赵艳红 |
| 韦鹏飞 | 陈剑飞 |
| 裴欣桐 | 宋佳   |
| 陆超   | 周予援 |
| 韦楚楚 | 杨津   |
| 邵卓生 | 梁伟平 |
| 刘灵珍 | 李宁   |
| 刘母   | 张莺   |
| 韦父   | 谈鹏飞 |
| 韦母   | 严永瑄 |
| 阿香   | 张杰   |
| 阿秋   | 徐洋   |

### 职员列表
| - 原著：琼瑶 - 编剧：史蜀君 - 导演：史蜀君、辜朗辉 - 副导演（助理）：赵俊宏 - 总摄象：赵俊宏 - 摄像：李晓 - 录音：倪正 - 作曲：刘雁西 - 独唱：孙青、陆怀庸 - 化妆：王正荣 - 服装：丁淑兰 - 道具：何文耀 - 文学编辑：孔祥玉 | - 剪辑：张龙根 - 拟音：牟国卿 - 照明：顾仲杰、陈冬祥 - 副导演：赵俊宏 - 副摄象：郑卫丹 - 录象：李增富、管淑青 - 场记：崔岳、扈进 - 剧务主任：张辅跃 - 剧务：陈柏兰 - 制片：徐楚良 - 制片主任：周清夷、张莺 - 监制：张惟 |